# Trận Verneuil
Bản mẫu:Campaignbox Hundred Years' War
Bản mẫu:Campaignbox Anglo-Scottish Wars
Trận Verneuil (đôi khi còn gọi là 'Vernuil') là một trận đánh quan trọng về mặt chiến lược trong cuộc Chiến tranh Trăm Năm, diễn ra vào ngay 17 tháng 8 năm 1424 gần Verneuil tại vùng Normandie (nước Pháp) và kết thúc với chiến thắng lẫy lừng của Quân đội Anh. Tàn binh Pháp-Scotland thua lớn phải triệt thoái về sông Loire. Đây là một trận chiến rất đẫm máu, được một người Anh miêu tả là một trận Agincourt thứ hai. Tổng cộng có 7262 liên quân Pháp-Scotland tử trận, trong số đó có 4 nghìn binh sĩ Scotland. Quân Anh chỉ hứng chịu thiệt hại nhẹ nhõm, trong số đó có hai lính Kỵ binh và "một chút ít cung thủ". Quân đội Scotland do Archibald, Bá tước thứ tư của Douglas và John Stewart, Bá tước của Buchan (cả hai viên tướng đều trận vong), gần như là bị hủy diệt hoàn toàn. Nhiều quý tộc phong kiến Pháp bị bắt làm tù binh, gồm thâu cả Quận công Jean của Alençon, Pierre, con hoang củaf Alencon, cùng với Thống chế De Lafayette. Sau đại thắng tại Verneuil - lại là một chiến tích kiểu "lấy ít thắng nhiều" của họ, người Anh dễ dàng củng cố vị thế của mình tại Normandie, và quân Scotland không còn đóng một vai trò quan trọng trong cuộc Chiến tranh Trăm Năm nữa.
Cuộc tàn sát liên quân Pháp - Scotland trong trận đánh này đã đem lại cho quân Anh không chỉ một trong những chiến thắng nổi bật trong cuộc Chiến tranh Trăm Năm, một thắng lợi quyết định nhất trong giai đoạn thế kỷ 15 của cuộc chiến, chỉ sau mỗi đại thắng Agincourt. Thậm chí, thắng lợi này được xem là có ý nghĩa chiến lược lớn hơn trận Agincourt, vì nó thể hiện khả năng giữ gìn biên giới của quân Anh, chưa kể là khẳng định thành công của chiến lược của vua Henry V của Anh Vương quốc Pháp đã đến hồi tuyệt vọng sau thảm họa này.